# Giuseppe Biagi (esploratore)
Giuseppe Biagi (Medicina, 2 febbraio 1897 – Roma, 1º novembre 1965) è stato un militare, esploratore e marconista italiano, che prese parte alla spedizione di Umberto Nobile al polo nord sul dirigibile Italia, nel maggio 1928.

## Biografia
Figlio di Raffaele Biagi e Virginia Natali, nacque e crebbe i primi anni presso una fattoria delle campagne bolognesi, insieme ai fratelli Cesira e Alfredo. Nel 1903 la famiglia si trasferì a Bologna, dove il giovane Giuseppe continuò gli studi all'istituto tecnico Aldini.

Nel 1911 cominciò a lavorare sulle imbarcazioni a Rimini, quindi decise di studiare radiotelegrafia presso la scuola tecnica di Varignano, una località portuale vicino a La Spezia (dove in seguito diventerà istruttore).

Partecipò come marconista ad alcune azioni importanti della prima guerra mondiale, dove prese il soprannome di Baciccia. Terminata la guerra, si sposò con Anita Bucilli, ed ebbero il figlio primogenito, Giorgio.
Nel 1928, in attesa della figlia secondogenita (Italia Biagi), entrò nel gruppo di spedizione esplorativa artica di Nobile e, il 25 maggio dello stesso anno, ne condivise la tragedia, quando cadde il dirigibile Italia dopo aver sorvolato il Polo nord.
Dopo lo schianto sulla banchisa polare Biagi si distinse per aver ripetutamente lanciato l'SOS alla nave appoggio Città di Milano durante il periodo in cui l'equipaggio superstite si riparò sotto la cosiddetta Tenda Rossa, tramite una stazione radio a onde corte il cui apparato trasmettitore era soprannominato "Ondina 33". In un primo tempo, il segnale di soccorso non fu ricevuto a causa della propagazione delle onde corte e di altri fattori di contesto. I segnali di soccorso furono captati dal radioamatore russo Nikolaj Schmidt, il quale però non riuscì ad intercettare le coordinate della posizione dei naufraghi, dando indicazioni errate. La nave appoggio Città di Milano riuscì poco dopo ad intercettare il messaggio completo e ad avviare le ricerche sul punto esatto della Tenda Rossa. Grazie a questo, 8 naufraghi si salvarono, soccorsi dalla nave rompighiaccio russa Krassin, il 12 luglio dello stesso anno. Tale salvataggio ha un che di miracoloso come attestato da un ex voto lasciato dallo stesso Biagi al Santuario della Madonna del Divino Amore: dopo innumerevoli inutili tentativi di stabilire contatti, Biagi fece un voto alla Madonna. Dopo poco ricevette segnali radio in cuffia e riuscì a mandare l’SOS. Nell’ex voto sono custodite le cuffie originali, delle foto d’epoca e un foglio con la storia raccontata da Biagi. 
Biagi continuò ancora il suo lavoro come sottufficiale della Marina Militare, e durante la seconda guerra mondiale, nel 1941 fu al comando della stazione radiotelegrafica di Mogadiscio. Preso prigioniero dalle truppe inglesi, fu deportato in un campo di prigionia in India. Qui, con mezzi di fortuna, costruì un apparecchio radio con il quale riusciva a ricevere notizie dall'Italia.
Al termine della guerra si ritirò negli ultimi anni di vita a Roma dove lavorò presso un distributore di carburanti sulla via Ostiense. Ammalato e ricoverato da mesi in una clinica romana, si spense all'età di sessantotto anni, lasciando la moglie e due figli, Giorgio e Italia, la nascita di quest'ultima avvenuta quando egli era al Polo e la cui notizia apprese via radio..